# Бендкув (гміна)
Гміна Бендкув (пол. Gmina Będków) — сільська гміна у центральній Польщі. Належить до Томашовського повіту Лодзинського воєводства.
Станом на 31 грудня 2011 у гміні проживало 3410 осіб.

## Площа
Згідно з даними за 2007 рік площа гміни становила 57.88 км², у тому числі:
- орні землі: 85.00%
- ліси: 7.00%

Таким чином, площа гміни становить 5.64% площі повіту.

## Населення
Станом на 31 грудня 2011:
| Опис     | Загалом | Загалом | Чоловіки | Чоловіки | Жінки | Жінки |
| -------- | ------- | ------- | -------- | -------- | ----- | ----- |
| одиниця  | осіб    | %       | осіб     | %        | осіб  | %     |
| все      | 3410    | 100     | 1691     | 49.59    | 1719  | 50.41 |
| міське   | 0       | 100     | 0        |          | 0     |       |
| сільське | 3410    | 100     | 1691     | 49.59    | 1719  | 50.41 |

## Сусідні гміни
Гміна Бендкув межує з такими гмінами: Бруйце, Вольбуж, Мощениця, Рокіцини, Уязд, Чарноцин.